# Fulvio Testi

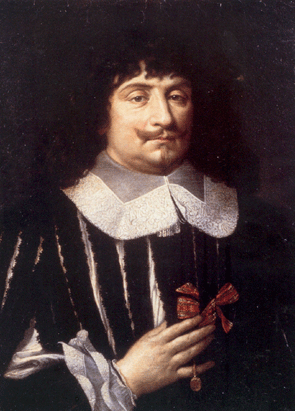
Fulvio Testi

Fulvio Testi (* 23. August 1593 in Ferrara; † 28. August 1646 in Modena) war ein italienischer Diplomat und Dichter, der als einer der wichtigsten Vertreter der italienischen Barockliteratur des 17. Jahrhunderts gilt.
Er arbeitete im Dienste der d'Este-Herzöge in Modena, für die er hohe Ämter bekleidete, darunter das Gouverneursamt der Garfagnana. Poetisch war er neben Gabriello Chiabrera der wichtigste Vertreter der hellenistischen Strömung des barocken Klassizismus, der den Horazianismus mit der Nachahmung von Anakreon und Pindar verband. Seine Gedichte behandeln in feierlichem Ton bürgerliche Themen und zeigen Testis anhaltende antispanische und folglich pro-savoyische politische Leidenschaften. Er wurde des Hochverrats angeklagt, weil er versucht hatte, diplomatische Beziehungen mit dem französischen Hof aufzunehmen, wurde inhaftiert und starb bald darauf im Gefängnis. Giacomo Leopardi schrieb dazu:

“Se fosse venuto in età meno barbara, e avesse avuto agio di coltivare l'ingegno suo più che non fece, sarebbe stato senza controversia il nostro Orazio, e forse più caldo e veemente e sublime del Latino.”

„Wäre er aus einem weniger barbarischen Zeitalter gekommen und hätte er seinen Geist mehr kultivieren können, als er es tat, wäre er unbestritten unser Horaz gewesen, und vielleicht warmer und vehementer und erhabener als der Lateiner.“

## Biografie
Fulvio Testi wuchs zunächst in Ferrara bei seinen Eltern, Giulio und Margherita Calmoni, auf, verließ aber einige Jahre später, zusammen mit seinem Vater, einem einfachen Apotheker, seine Geburtsstadt, und siedelte nach Modena um. Seine ersten Studien absolvierte er bei den Jesuiten in Modena. Im Alter von dreizehn Jahren wurde er an die Universität Bologna geschickt, wo er trotz seiner Jugend die Aufnahme in die Akademie der Ardenti (ital. „Die Leidenschaftlichen“, „die Begeisterten“) verdiente. Nach seiner Rückkehr zu seiner Familie, erhielt er eine Stelle als Angestellter in den Büros von Cesare d’Este. In seiner Freizeit verfasste er Verse, die sehr erfolgreich wurden. Sein erster Gedichtband, der 1613 in Venedig erschien und seinem Gönner und Herrn Alfonso III. d’Este gewidmet war, folgte der bewährten Linie der barocken Schäferidylle und des höfischen manieristischen Marinismus. Im selben Jahr reiste er nach Rom, wo er sich mit Alessandro Tassoni anfreundete, von dort nach Neapel, lernte dort Giambattista Marino kennen und kehrte im Sommer 1614 nach Modena zurück. Im Herbst heiratete er Anna Leni.
Seine 1617 veröffentlichten Reime Rime nahmen durch ihre Widmung an Karl Emanuel I., Herzog von Savoyen, die 1615 komponierten und unter dem Titel Il pianto d'Italia bekannten antispanischen Oktaven vorweg und kennzeichneten die Verletzungen der spanischen Hegemonie in Italien in einem solchen Maße, dass der spanische Resident im Herzogtum Modena eine Beschwerde einreichte. Daraufhin wurden der Drucker Giuliano Cassiani verhaftet und die Ausgabe unterdrückt. Testi floh aus dem Herzogtum, wurde für unbotmäßig erklärt und ins Exil geschickt. Nach Eingang eines Gnadengesuchs wurde er jedoch am 5. Februar 1619 von Cesare d’Este begnadigt. Im darauffolgenden Sommer nahm ihn der betreffende Herzog von Savoyen, der von den Schwierigkeiten Testis erfuhr, in den savoyardischen Orden der Heiligen Mauritius und Lazarus auf, während der Herzog seine literarischen Fähigkeiten als „virtuoso di camera“ anerkannte, ihn damit zum Staatssekretär ernannte. Testi, der in diplomatischen Ämtern große Fähigkeiten unter Beweis stellte, erhielt schließlich ein Lehen mit dem Titel eines Grafen.
Von diesem Zeitpunkt an war Testis Leben ein Wechselbad von Gunst und Ungnade: Man sah ihn abwechselnd den Glanz der Höfe oder die Vorteile der Dunkelheit feiern, so dass man seine Verse immer im Gegensatz zu seinen Vorlieben und seiner Lebensweise findet. Er hatte jedoch genug Geist und Talent, um unter den Höflingen zu erscheinen und die schwierigsten Angelegenheiten zu regeln. Er wurde zu Papst Urban VIII. geschickt und erreichte bei ihm alles, was er verlangte, indem er ihm vorgaukelte, dass seine Verse oft von seinem Prinzen vorgetragen wurden, der sie aber gar nicht kannte. Als er als Minister nach Spanien geschickt wurde, machte er sich dort so beliebt, dass Philipp IV. ihm eine reiche Komturei gewährte und ihn zum Ritter des Heiligen Jakobus machte. Sein Herzog, Francesco I. d’Este, überschüttete ihn ebenfalls mit Lehen und Ehren, und Testi schaffte es, unter den Höflingen dieses Prinzen eine führende Rolle zu spielen.
Im Jahr 1640, des Hoflebens überdrüssig geworden (obwohl er 1642 zurückkehrte), bat und erhielt Testi von Francesco I. d’Este das Amt des Gouverneurs von Garfagnana, um sich dort in den Ruhestand zu begeben.
Lange hielt es Testi in Garfagnana jedoch nicht aus und nahm recht bald wieder diplomatische Aufträge an. So nahm er an den Konferenzen von Castel Giorgio, Acquapendente und Venedig teil, um den Vertrag zur Beendigung der Castro-Kriege abzuschließen; dies waren die letzten Dienste, die er seinem Vaterland leistete.

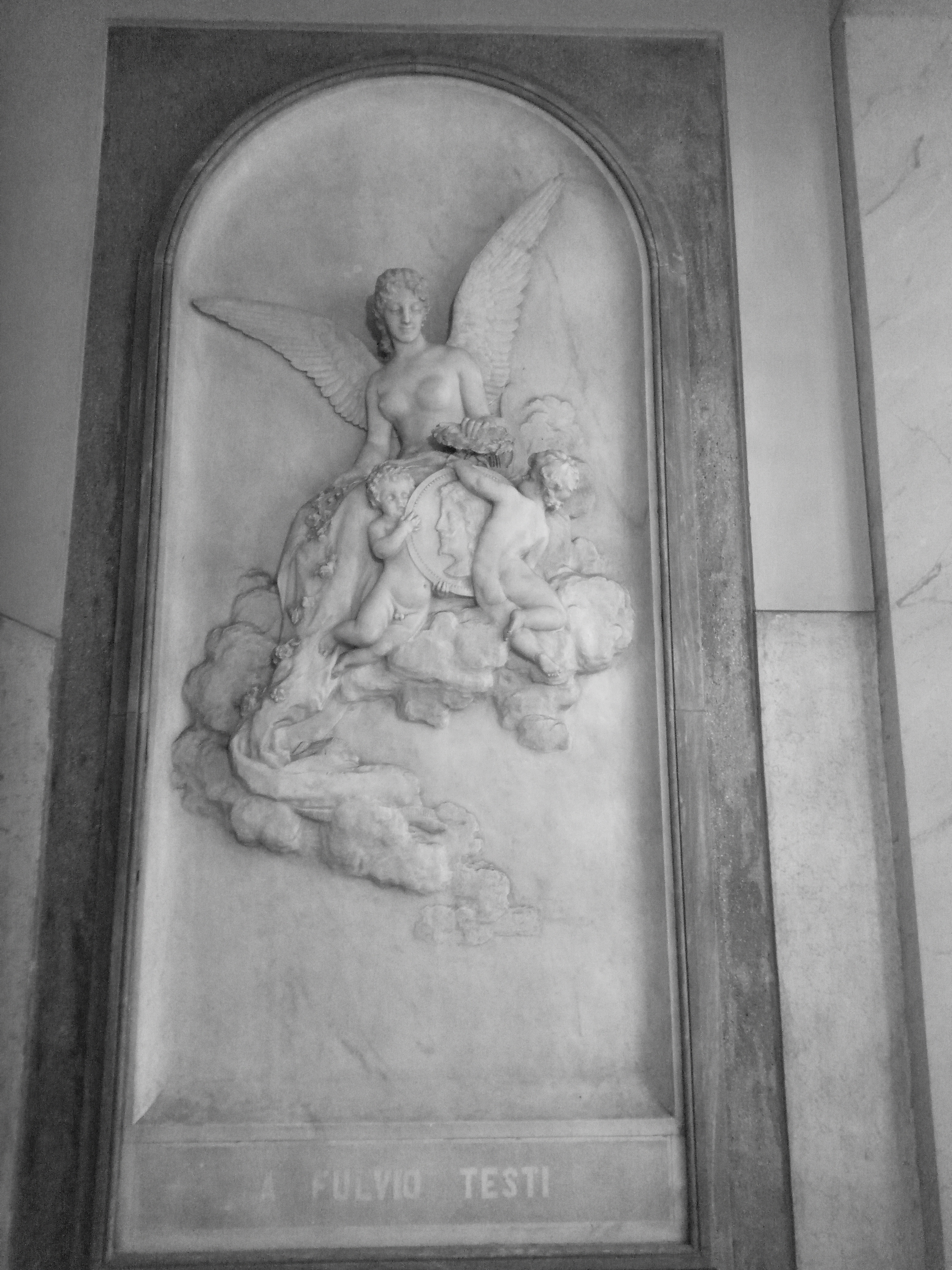
Fulvio Testi Relief im Treppenhaus des Palazzo dei Musei in Modena

1646 hatte er das Pech, eine geheime Korrespondenz mit Kardinal Mazarin zu führen und ohne das Wissen seines Herzogs Francesco I. d’Este dessen Ernennung zum Sekretär des französischen Protektorats in Rom anzunehmen. Ein Brief des Abbé de St-Nicolas, einem Agenten des französischen Hofes in Italien, fiel dem Herzog von Modena in die Hände und klärte ihn über das Verhalten Testis auf, den er daraufhin sofort verhaften ließ. Im Januar 1646 wurde Testi als Verräter in das Gefängnis von Modena eingewiesen, wo er nach sieben Monaten Haft starb.
Eine von Girolamo Tiraboschi entwickelte Hypothese besagt, dass die Inhaftierung Testis durch den Groll des Prinzen Raimondo Montecuccoli motiviert war, dem Testi eine alles andere als schmeichelhafte Ode gewidmet hatte; der Dichter Ugo Foscolo, der die These Tiraboschis aufnahm, hielt jedoch fest, dass die fragliche Ode, obwohl sie Montecuccoli gewidmet war, indirekt die Herren von Este beleidigte.
Sein Tod erregte in ganz Europa Aufsehen. In seinem Brief an Girolamo Graziani vom 11. Januar 1667 bat Jean Chapelain ihn um Einzelheiten über den Tod des Grafen Fulvio Testi, „dieses großen und unglücklichen Dichters“, und fügte hinzu: „Die Welt hat unterschiedlich über seinen Tod sowie über die Ursache seiner Ungnade und seines Gefängnisses gesprochen, was mich neugierig macht, von Ihnen das Wahre dessen zu erfahren, was was man davon wissen kann, unter der Bedingung jedoch, es geheim zu halten, wenn es Ihnen wichtig ist, dass die Kenntnis davon unterdrückt bleibt.“
Testi wurde in der Basilika von San Domenico in Bologna beigesetzt.
Im Treppenhaus des Palazzo dei Musei in Modena (ein ehemaliges Augustinerkloster) befindet sich ein ihm gewidmetes niedriges Hochrelief aus Marmor.

## Werke
Von ihm sind verschiedene Gedichte (Rime) erhalten, darunter auch Oden, die in Nachahmung von Horaz geschrieben wurden, darunter die Canzone, die an Raimondo Montecuccoli gerichtet ist. Seine ausgewählten Werke wurden 1817 in Modena veröffentlicht.

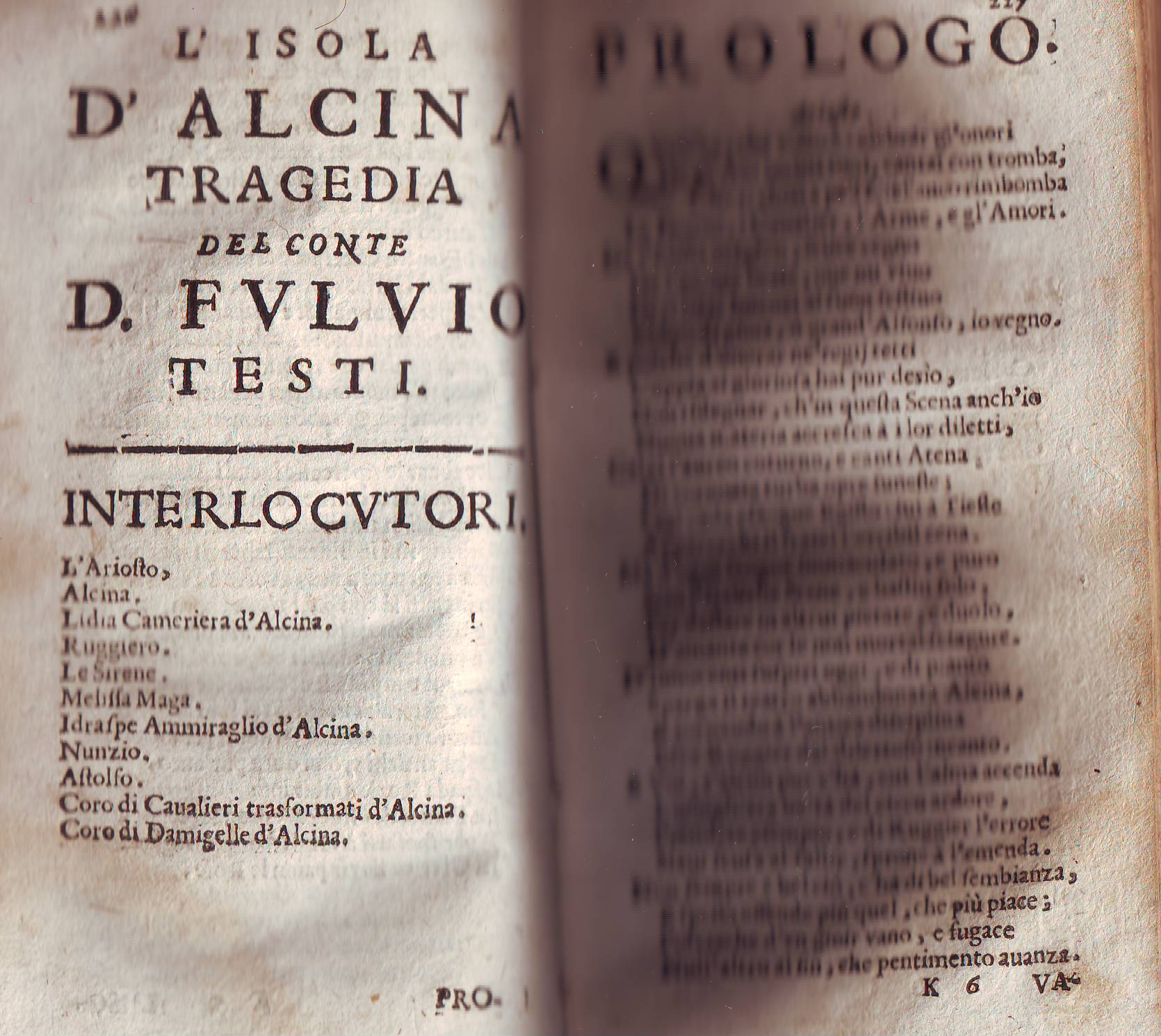
Titelseite der Tragödie L'Isola di Alcina von Testi

### Lyrische Gedichte
- Rime, Giuliano Cassiani, Modena 1617.
- Poesie liriche. Pompilio Totti, Modena 1636 (google.com).
- L’isola di Alcina, Modena 1647.
- L’Arsinda, ouero la descendenza de’ ser[enissi]mi prencipi d’Este, Francesco Bab, Venedig 1652.
- Opere scelte, vol. I (Poesie), Società Tipografica, Modena 1817.

### Politische Werke
- L’Italia all’inuittissimo, e gloriosissimo prencipe Carlo Emanuel Duca di Sauoia, Turin 1618.
- Ristretto delle ragioni che la serenissima Casa d’Este ha colla Camera apostolica, con le risposte di Roma, & contrarisposte per parte del serenissimo di Modena, undatiert (vermutlich nach 1643).
- Scritti inediti, Negri alla Pace, Ferrara 1838.
- Le filippiche e due altre scritture contro gli spagnuoli, (unter dem Pseudonym Fulvio Savojano, „Fulvio der Savoyer“), ed. F. Bartoli. Sonzogno, Mailand 1902.

### Briefe
- Opere scelte, vol II (Lettere), Società Tipografica, Modena 1817.
- Lettere inedite in nome del duca Francesco I. a Francesco Sassatelli, luogotenente di Vignola, Modena 1841.
- Lettere inedite, in Delle memorie di religione di morale e di letteratura, Soliani, Modena 1843, pp. 49–85 (vol XV) und 333–346 (vol XVI)
- Quattro lettere inedite, Conti, Faenza 1892.
- Lettere, 3 vol. (1609–1633, 1634–1637, 1638–1646), ed. M.L. Doglio. Giuseppe Laterza & figli, Bari 1967.